# Falabella

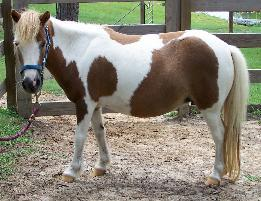
Falabella

Falabella patří k nejmenším a nejvzácnějším plemenům koní na světě. Zástupcům plemene se říká miniaturní koně, protože proporcemi připomínají velké koně. Plemeno falabella vzniklo díky selektivnímu chovu, k němuž byla vybírána pouze ta nejmenší zvířata, aby hříbata byla čím dál menší. Není příliš silná a nesmí na ní jezdit ani malé dítě. Dorůstá do výšky 81 cm. 
Falabellu poprvé vyšlechtila rodina Falabella v Argentině zkřížením malého shetlandského pony s malým plnokrevným koněm. Falabella se dá stejně jako minikůň vycvičit pro slepé a policii. 
V roce 1940 byla založena plemenná kniha a od té doby si toto plemeno získalo popularitu po celém světě.

## Specifikace
Stavba těla: drobný kůň s harmonickými proporcemi, jemná a hedvábná srst, úzká oválná kopyta
| Využití    | domácí mazlíčci, do lehkého tahu, nevhodní pro jízdu (neunesou ani dítě) na přehlídky, výstavy a miniparkur                                                                                                 |
| Výška      | do 76 cm (čím menší, tím cennější a dražší) |
| Barva      | všechny typy barev jsou přípustné, ale nejčastější je zbarvení typu appaloosa |
| Hmotnost   | kolem 70-80 kg, při narození 6 kg |
| Popis      | Hlava nemá typické znaky ponyho, není příliš velká (má mít stejný poměr jako u ostatních koní), hustá hříva a ocas, dostatečně dlouhý krk, silná plec, slabší záď, kopyta malá a tvrdá, srst je bez podsady |
| Časté vady | přední nohy – sklon k „modlení“ zadní nohy – sblížená hlezna kopyta – příliš úzká |
| Původ      | Argentina |

## Březost
Falabella bývá březí 12 až 13 měsíců, tedy o dva měsíce déle než jiná plemena. Hříbata jsou při narození vysoká asi 20 centimetrů a dospělé výšky dosahují na konci druhého roku.